# 메나쉬
《메나쉬》(Menashe)는 미국에서 제작된 조슈아 Z. 웨인스타인 감독의 2017년 드라마 영화이다. 메나쉬 러스틱 등이 주연으로 출연하였다. 2017년 1월 선댄스 영화제에서 초연되었으며 그곳에서 미국 배급을 위해 A24에 의해 인수되었다. 이 영화는 2017년 7월 28일 미국에서 개봉되었다.

## 출연

### 주연
- 메나쉬 러스틱
- 루벤 니보르스키

## 예고편
예고편은 2017년 4월 19일 밴드 Zusha의 노래 Pashut과 함께 공개되었다.